# Kommissarin Heller
Kommissarin Heller ist eine Kriminalfilmreihe der Ziegler Film für das ZDF mit Lisa Wagner in der Titelrolle, die von 2014 bis 2021 im Rahmen des Samstagskrimis zur Hauptsendezeit lief. Vorlage waren die Heller-und-Verhoeven-Romane der Autorin Silvia Roth.

## Inhalt
Mit 32 Jahren lässt sich die Kriminalkommissarin Winnie Heller von Köln nach Wiesbaden versetzen. Ihre jüngere Schwester Elli liegt dort in der Klinik nach einem Autounfall, den ihr Vater verursacht hatte, im Koma. Die Kommissarin kann sich so besser um sie kümmern. Obwohl sich kurzzeitig erste Reaktionen im Koma zeigten, die hoffnungsvoll stimmten, stirbt sie überraschend an Herzversagen. Hellers Verhältnis zu ihrem Vater ist seitdem unüberbrückbar gestört. Sie versucht ihre Familienprobleme mit therapeutischer Hilfe zu lösen. Sie nimmt regelmäßig an den Sitzungen der Psychologin Dr. Barbara Jacobi teil, bei der sie auch einmal mit ihrer Mutter Giesela auftaucht, die selbst auch bei Jacobi in Behandlung ist, weil ihr das schwierige Verhältnis zu ihrer Tochter schwer zusetzt.
Mit ihrem neuen, 17 Jahre älteren Kollegen Hendrik Verhoeven kommt Heller zunächst nicht gut zurecht. Auch wenn sie die Polizeischule mit Bestnoten in Kriminalistik und Psychologie abgeschlossen hat, ist sie ihm zu forsch und eigensinnig. Ansonsten ist sie motiviert und zielstrebig und gilt als Einzelgängerin.
Nach dem Weggang von Verhoeven ermittelt Heller allein, bekommt aber stellenweise Unterstützung vom Streifenpolizisten Murat Yakin (7, 8) oder der LKA-Beamtin Isabel Vogt (9). Nach ihrem 10. Fall in der Folge Panik wird Kriminalkommissarin Winnie Heller am Ende vom Blitz erschlagen.

## Hintergrund

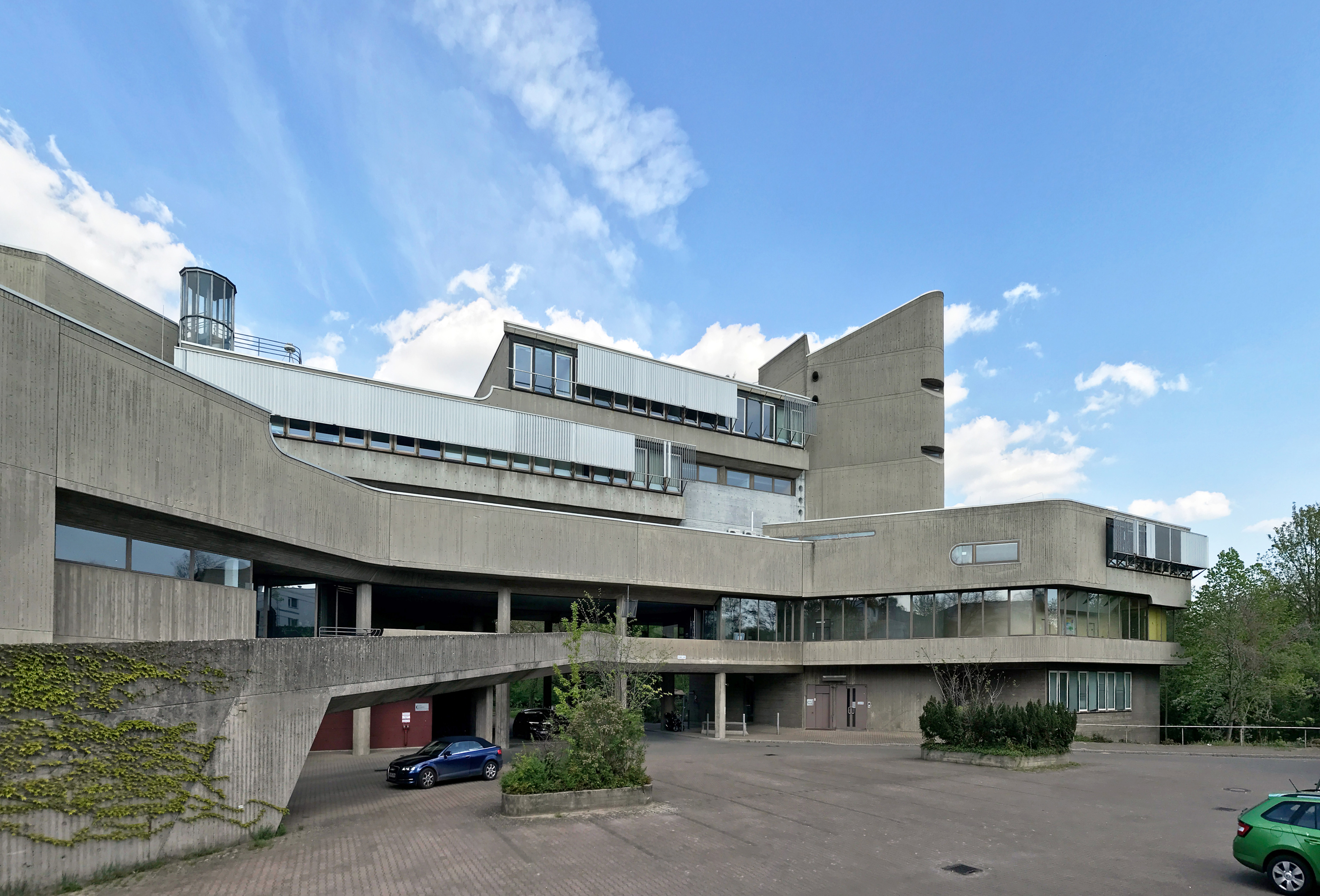
Institut für Hygiene und Umweltmedizin, das Kommissariat von Heller und Verhoeven

Die Folgen wurden im Raum Wiesbaden und Berlin gedreht, als Kommissariat diente das Institut für Hygiene und Umweltmedizin in Berlin-Lichterfelde. Am 7. Dezember 2020 wurde das Ende nach Folge 10 Panik bekanntgegeben, die am 16. Januar 2021 ausgestrahlt wurde. Dies geschah auf Wunsch von Hauptdarstellerin Lisa Wagner.
Der Schauspieler Hans-Jochen Wagner (Kriminalhauptkommissar Hendrik Verhoeven) verließ die Serie nach acht Folgen für eine Rolle im neuen Tatort-Team in Freiburg, Nachfolger von Blum und Perlmann. Seine Figur lässt sich, nach sieben gemeinsamen Fällen mit Heller, nach Karlsruhe versetzen und zieht mit seiner Familie um. Später taucht Verhoeven jedoch alleine und mit seiner Familie in Visionen von Kommissarin Heller auf und am Ende von Folge acht sitzt er zudem in persona an Hellers Krankenbett. In der neunten Folge tritt Lavinia Wilson als LKA-Beamtin Isabel Voigt einmalig als Hellers neue Partnerin auf. In der letzten Folge der Serie ermittelt Heller weitgehend alleine, bis sich der persönlich betroffene Verhoeven auf den Weg nach Wiesbaden macht.
In jeder Folge wird als Running Gag der Song Irresistible von Stéphanie von Monaco angespielt.

## Episodenliste
Die Drehbücher entstanden nach Vorlagen von Silvia Roth. Die Premiere von Tod am Weiher fand am 1. Juli 2013 beim Filmfest München statt. Alle zehn Folgen der Krimireihe veröffentlichte Studio Hamburg Enterprises auf DVD.
| Nr. | Originaltitel    | Erstausstrahlung D | Regie                | Drehbuch         | Zuschauer             |
| --- | ---------------- | ------------------ | -------------------- | ---------------- | --------------------- |
| 1   | Tod am Weiher    | 12. Apr. 2014      | Christiane Balthasar | Mathias Klaschka | 6,17 Mio. (21,2 % MA) |
| 2   | Der Beutegänger  | 12. Nov. 2014      | Christiane Balthasar | Mathias Klaschka | 5,66 Mio. (18,1 % MA) |
| 3   | Querschläger     | 10. Jan. 2015      | Christiane Balthasar | Mathias Klaschka | 6,29 Mio. (19,4 % MA) |
| 4   | Schattenriss     | 21. Nov. 2015      | Christiane Balthasar | Mathias Klaschka | 5,81 Mio. (18,3 % MA) |
| 5   | Hitzschlag       | 16. Jan. 2016      | Christiane Balthasar | Martina Mouchot  | 6,95 Mio. (21,1 % MA) |
| 6   | Nachtgang        | 17. Sep. 2016      | Christiane Balthasar | Thorsten Näter   | 5,49 Mio. (18,8 % MA) |
| 7   | Verdeckte Spuren | 21. Jan. 2017      | Andreas Senn         | Mathias Klaschka | 6,90 Mio. (21,2 % MA) |
| 8   | Vorsehung        | 20. Jan. 2018      | Christiane Balthasar | Mathias Klaschka | 5,88 Mio. (18,8 % MA) |
| 9   | Herzversagen     | 16. Feb. 2019      | Christiane Balthasar | Mathias Klaschka | 6,98 Mio. (22,8 % MA) |
| 10  | Panik            | 16. Jan. 2021      | Christiane Balthasar | Mathias Klaschka | 7,86 Mio. (22,5 % MA) |